# Glenea carneipes
Glenea carneipes là một loài bọ cánh cứng trong họ Cerambycidae.